# Tosa Mitsumochi

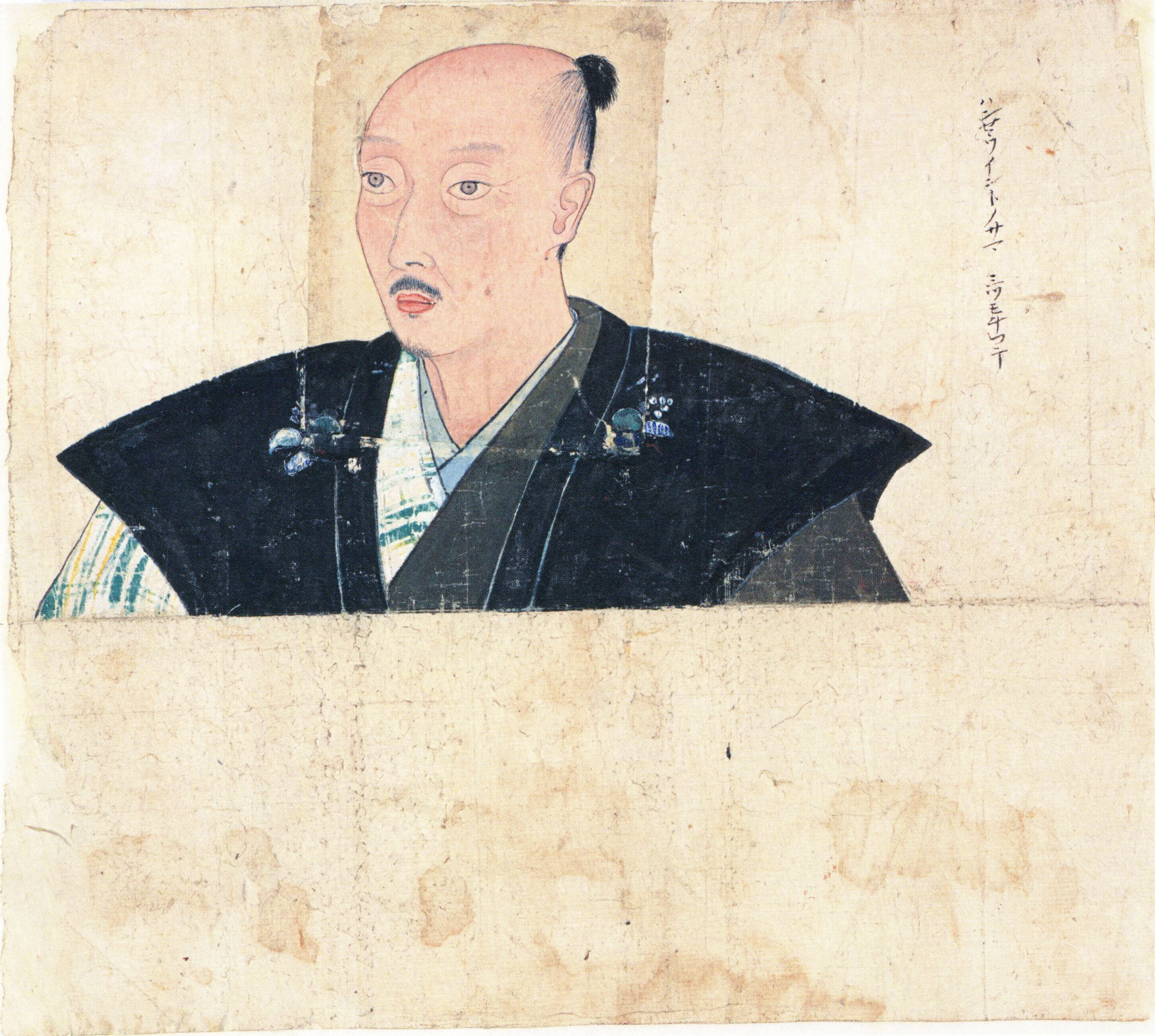
Ashikaga Yoshiharu

Tosa Mitsumochi (japanisch 土佐 光茂; tätig 1. Hälfte des 16. Jahrhunderts) war ein japanischer Maler der Tosa-Schule während der Muromachi-Zeit.

## Leben und Werk
Mitsumochi war ein Sohn des Tosa Mitsunobu. Bereits 1523 erhielt er die Stelle als Chef des Büros für Malerei (宮廷繪所預り, Kyūtei e-dokoro azukari). Neun Jahre später stieg er auf zum Rang eines Vizeministers für Rechtsangelegenheiten (刑部太夫, Gyōbu Teiyū). Es wird berichtet, dass Mitsumochi dem Stil seines brillanten Vaters folgte, und dass er eine große Anzahl von Werken für den Hof, das Shogunat und für bedeutende Personen der Kriegerklasse schuf. 
Zu den nicht mehr existierenden Werken gehören die bemalten Schiebetüren (襖絵, Fusuma-e) für das Kogosho innerhalb des Kaiserhofes aus dem Jahr 1543 (geschaffen zusammen mit Kanō Motonobu), ein Porträt des Ashikaga Yoshiharu 1550 und bemalte Schiebetüren für den Nijō-Palast des Ashikaga Yoshiharu 1569. 
Zu Mitsumochis erhaltenen Werken zählen die Bildrolle zur Geschichte des Taima-dera „当麻寺縁起絵巻“ (Taimadera engi e-maki) von 1531, die sich im Besitz des Tempels befindet, und die Bildrolle zur Geschichte Kuwanomi-dera in der Stadt Ōmihachiman „桑実寺縁起絵巻“ (Kuwanomi-dera engi e-maki) von 1532. Beide Bildrollen sind als Wichtiges Kulturgut Japans registriert. – Aus ihnen und einer Vorzeichnung für ein Porträt des Ashikaga Yoshiharu (足利義晴像) lässt sich schließen, dass er, sowohl was die Auswahl seiner Motive, als auch die Darstellungsweise angeht, sehr seinem Vater folgte. Insgesamt zeigt sich sein Werk konservativ, mit einer Beachtung der Details und mit einem dekorativen Hauch.

## Bilder

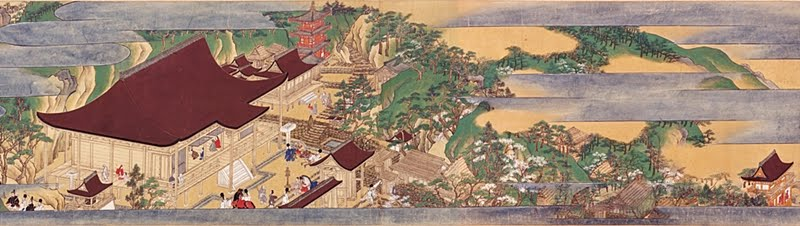
Aus dem Kuwanomi Engi